# 白鐘螺科
白鐘螺科（學名：Calliotropidae）是一個海螺的科級分類單元，是海洋腹足纲软体动物陀螺總科的成員。

## 分類

### 早期分類
傳統上本科為鐘螺科之亞科。

### 2005年分類
根據2005年《布歇特和洛克羅伊的腹足類分類》，本科原為唇齿螺科（Chilodontidae Wenz, 1938，又名雕鐘螺科）之亞科。

### 2017年分類
2007年，狩野泰則 (2007)發表了一份有關陀螺總科的分子系统发生学研究，有關古腹足類的系统发生学及其物種之交配器的演化。基於這份研究，Kano et al. (2009)將白鐘螺亞科提升至科級。這些改變都反映到2017年《布歇特等人的腹足類分類》。

### 屬
現時本科包括下列各屬：
- Bathybembix（英语：Bathybembix） Crosse, 1893
- 白鐘螺屬（英语：Calliotropis） Calliotropis L. Seguenza, 1903
- Cidarina（英语：Cidarina） Dall, 1909
- Convexia（英语：Convexia） Noda, 1975
- Echinogurges（英语：Echinogurges） Quinn, 1979
- Ginebis（英语：Ginebis） Taki & Otuka, 1942
- Lischkeia（英语：Lischkeia） P. Fischer, 1879
- Putzeysia（英语：Putzeysia） Sulliotti, 1889
- Spinicalliotropis（英语：Spinicalliotropis） Poppe, Tagaro & Dekker, 2006

異名
- Bembix Watson, 1879是Bathybembix（英语：Bathybembix） Crosse, 1893的異名。
- Solaricida Dall, 1919是Calliotropis（英语：Calliotropis） L. Seguenza, 1903的異名。
- Turcicula Dall, 1881是Lischkeia（英语：Lischkeia） P. Fischer, 1879的異名。

## 外部連結
- 維基物種上的相關：白鐘螺科